# Wang Xiyu
 Ikke at forveksle med Wang Xinyu.
Wang Xiyu (født 28. marts 2001 i Wuxi) er en kinesisk tennisspiller. Efter at have vundet juniorrækken i single ved US Open 2018, blev hun 10. september placeret som nummer ét på juniorenes verdensrangliste. 
I double var hun i juniorfinalerne ved US Open 2017 og Wimbledon-mesterskaberne 2018, hvor hun vandt den sidste med makker Wang Xinyu.
Hun har vundet to single- og tre doubletitler på ITF Women's Circuit

## Junior Grand Slam finaler

### Single
| År   | Mesterskab | Underlag | Modstander  | Score         |
| ---- | ---------- | -------- | ----------- | ------------- |
| 2018 | US Open    | Hard     | Clara Burel | 7–6(7–4), 6–2 |

### Double
| År   | Mesterskab | Underlag | Partner      | Modstander                   | Score    |
| ---- | ---------- | -------- | ------------ | ---------------------------- | -------- |
| 2017 | US Open    | Hard     | Lea Bošković | Olga Danilović Marta Kostyuk | 1–6, 5–7 |
| 2018 | Wimbledon  | Græs     | Wang Xinyu   | Caty McNally Whitney Osuigwe | 6–2, 6–1 |